# 正中菱形舌炎

正中菱形舌炎（せいちゅうりょうけいぜつえん、Median rhomboid glossitis）は、舌の病気の一つ。舌背部正中後方1/3の部位に菱形、楕円形の乳頭のない赤い平滑な部分が存在する状態。正中菱形舌炎という名称であるが、真の炎症ではなく「非炎症性の病変」である。二次的に炎症が見られる場合もあるが、自覚症状は乏しく歯科医院に受診した際に発見されることが多い。二次的な炎症等がなければ、治療の必要性はない。

## 原因
現在のところその原因は不明である。
最も有力な説は胎生期において通常萎縮する不対結節（無対結節）が残存することによるとされているが、小児に発生が少ないことから、他の原因も考えられており、真菌であるカンジダ・アルビカンスによるものであるとの説が有力となってきている。
これ以外に、梅毒、アレルギー反応、鉄分とビタミンBの不足、喫煙、義歯の使用、ホルモン失調、糖尿病等の説があげられたことがある。

## 症状
時にしみることがある他、二次的な炎症による発赤・疼痛が見られる場合もあるが、自覚症状は乏しく歯科医院に受診した際に発見されることが多い。

## 治療
処置の必要はないが、二次的に炎症が発生した場合には消炎が行われる。カンジダが原因と疑われる場合には、抗真菌薬の使用もある。

## 検査
病理標本は、表層：平坦で有郭乳頭・糸状乳頭が消失、上皮：過形成or異形成、粘膜固有層：リンパ球の増殖や形質細胞の浸潤などの炎症所見を示すとされる。
臨床診断で本疾患と診断された患者で、病理診断にて扁平上皮癌と診断された患者も2005年までに4例報告があり、また、発癌前に本疾患を発症していた患者に硬結や結節状の腫瘤を認める患者が多いことから、これらの症状を持つ場合には病理検査を行うべきであるとの考えも存在する。

## 鑑別
上記の通り、扁平上皮癌との鑑別が必要な場合があるほか、メキシレチンによる薬疹で本疾患と類似した症状が発生したとの報告がある。

## 疫学
有病率はHarperinが1953年に全年齢に対して行った調査では0.32%、下野らは0.25%~1.3%と報告しており、東北大学が1989年におこなった日本人での調査では0.2%であった。男性に多いとされる。